# Paramycetophylax bruchi
Paramycetophylax bruchi (лат.) — вид муравьёв-грибководов, единственный в составе монотипического рода Paramycetophylax трибы Attini из подсемейства Myrmicinae (Formicidae). Встречаются в Неотропике: эндемик северо-западной части Аргентины. Длина мономорфных рабочих от 4 до 6 мм; матки до 7 мм. Семьи малочисленные (около 100 особей), гнездятся в малозаметных почвенных муравейниках на глубине более одного метра. Рабочие фуражируют в одиночку, собирают молодые листья бобового растения Prosopis flexuosa De Candolle из рода Прозопис, на которых выращивают симбиотические грибы. 

## Распространение и экология
Южная Америка: эндемик Аргентины. Paramycetophylax bruchi обитает на низких и больших высотах (от 50 до 2069 м) в экорегионах Гран-Чако и Монте в Аргентине. Общим для участков национального парка PNSQ (Parque Nacional Sierra de las Quijadas) и биосферного резервата RBÑ (Reserva de Biósfera Ñacuñan) является высокая плотность деревьев Prosopis flexuosa De Candolle из рода Прозопис, или мимозка (семейство Бобовые), в локальном масштабе известного как Algarrobo dulce (оба участка находятся в провинции Сан-Луис). Популяции этого вида деревьев также присутствовали в двух других местах (Эль-Борбольон, Мендоса и Reserva de uso múltiple Valle Fértil, Сан-Хуан). При этом все найденные колонии были обнаружены под пологом этой древесной породы.

## Описание
Муравьи мелкого размера. Длина мономорфных рабочих от 4 до 6 мм; матки до 7 мм и самцы до 6 мм. Цвет желтовато-коричневый; самцы тёмно-коричневые. Лобные лопасти широкие треугольные; длинные щетинки на мандибулах и на переднем крае клипеуса образуют псаммофор, развиты отчетливые шипы на переднеспинке. Жевательные и наружные края мандибул, края наличника и килей буроватые. Под оптическим микроскопом скульптура тела густо сетчатая, за исключением дорсальных дисков мандибул, где скульптура мелкополосатая. Все тело покрыто редкими золотистыми блестящими прижатыми волосками. Передний край наличника с пятью-девятью тонкими жёсткими и длинными щетинками, достигающими половины длины мандибул; три срединные щетинки длиннее боковых.
Голова шире своей длины. Сложные фасеточные глаза посажены близко к середине головы, с одиннадцатью омматидиями максимальной ширины и восемью омматидиями максимальной длины. Мандибулы с восемью-десятью зубцами, два самых верхушечных зубца больше остальных, за ними следуют пять-семь меньших треугольных зубов и последний зубец. Передний край наличника слабо вогнутый, почти прямой, с псамофором из 6-8 длинных щетинок. При виде спереди наличник достигает сзади уровня половины лобных долей, в округлом шве за ним следует слабо вдавленное треугольное лобное поле. Лобные доли треугольной формы полностью закрывают усики. Голое поле между местами прикрепления усиков и боковыми килями оканчивается сзади на уровне заднего края сложных глаз. Боковые кили резкие, почти вертикальные, окаймляют передний край сложных глаз. Вершинный край вогнутый, с срединным вдавлением, образующий две лопасти. Скапус усиков уплощенный, слегка изогнутый; в зависимости от степени изгиба достигает или немного превосходит заднелатеральные углы головы. Апикальный конец жгутика с трехчлениковой булавой, более широкой, чем предыдущие членики. Верхушечный членик жгутика такой же длины, как два предыдущих вместе взятых членика. Вентральная часть лица головы заметно плоская.
Переднеспинка с парой передних тупых и низких шипов и парой нижних шипов, квадратная при виде сбоку. Спинная сторона мезонотума с небольшим тупым низким срединным выступом впереди. Нижний край мезосомы окаймлен резким полупрозрачным килем. Спинная сторона среднеспинки слегка вогнута посередине, метапроподеальный шов прямой; проподеум с парой треугольных передних бугорков на базальной грани, парой расходящихся, коротких, тупых узких треугольных шипов на стыке базальной и покатой граней, наклонная грань почти вертикальна. Петиоль компактный; при виде сбоку стебелёк очень короткий, а дорсальный край узелка полого скошен вниз до двух задних невысоких треугольных уголковидных выростов со слабо развитым вентральным отростком. Постпетиоль в дорсальном виде субквадратный, с закругленными краями. Стернит постпетиоля при осмотре сбоку хорошо выражен, покрывая 2/3 поверхности тергита.

### Фуражировка
Полевые наблюдения показывают, что рабочие Paramycetophylax bruchi в течение дня индивидуально фуражируют в поисках субстрата вблизи колонии. В одном случае (колония участка RBÑ) муравьи проявляли активность только ночью, убирая из гнезда сухие листья (предположительно израсходованный садовый субстрат). Все наблюдаемые фуражирующие особи были носителями молодых мелких листьев Pr. flexuosa. Обычно фуражиры оставляли листочки внутри входа в гнездо и уходили на новые поиски.

### Состав семьи и брачный лёт
Раскопанная колония участка нацпарка PNSQ состояла из 120 рабочих, 9 крылатых маток, 8 куколок, 1 личинки и 1 бескрылой матки и находилась на глубине 1,6 м. Выкопанная колония участка резервата RBС состояла из 67 рабочих и 1 личинки и находилась на глубине 1,3 м. Поскольку не было найдено ни одной бескрылой матки, раскопки колонии RBС могли быть неполными, если только исследователи не раскопали колонию без матки или матка не сбежала во время раскопок. Судя по большому количеству маток, обнаруженных в материалах, изученных в коллекции IADIZA (Instituto Argentino de Investigaciones de Zonas Áridas, 
Мендоса, Аргентина), брачные полёты происходят с марта по декабрь, в основном совпадая со временем наибольшего количества осадков.

### Грибные симбионты
Вид Paramycetophylax bruchi  относится к группе муравьёв-грибководов из трибы Attini, разводящих грибы на основе собираемого субстрата. В исследованных муравейниках во всех камерах на полу располагались грибные сады, состоящие из листочков Pr. flexuosa, покрытых грибковым мицелием симбионта.

### Муравейники
Входы в гнезда Paramycetophylax bruchi представляют собой одиночное незаметное отверстие в земле (диаметром 3-4 мм), иногда с неглубокой насыпью выкопанного грунта в нескольких сантиметрах от входа. Ни в одном случае вход в гнездо не располагался наверху выкопанной почвы, в отличие от некоторых входов в колонии муравьёв Kalathomyrmex emeryi. Гнезда состоят из 2—5 камер, расположенных на глубине 123—163 см от поверхности. За исключением самой глубокой камеры, которая имела сердцевидную форму, другие камеры имели эллиптическую форму, ширину 2-5,5 см и высоту 1—2,7 см. Самая большая из обнаруженных садовых камер была 2,7 × 5,5 см.

## Систематика
Вид был впервые описан в 1916 году швейцарским энтомологом Феликсом Санчи (Felix Santschi, 1872—1940) по материалам из Аргентины в составе рода Sericomyrmex под названием Sericomyrmex bruchi Santschi, 1916, а в 1922 году перенесён в подрод Mycetophylax в составе рода Myrmicocrypta. Род Paramycetophylax был впервые выделен в 1956 году аргентинским мирмекологом русского происхождения Николаем Кузнецовым (1898—1963). В 1958 году сведён в синонимы к роду Mycetophylax, и только спустя полвека в 2009 году снова был восстановлен монотипический род Paramycetophylax.
Филогеномный анализ показывает, что род Paramycetophylax является сестринской кладой к видовой группе Cyphomyrmex rimosus, выращивающей дрожжи, что является неожиданным результатом, который делает род Cyphomyrmex парафилетическим. Байесовский анализ датирования расхождений показывает, что Paramycetophylax отделился от своей сестринской группы около 36 млн лет назад (30-42 млн лет назад) в конце эоцена — раннем олигоцене, периоде глобального похолодания, расширения лугов и крупномасштабного исчезновения тропических организмов.